# Octavius Pickard-Cambridge

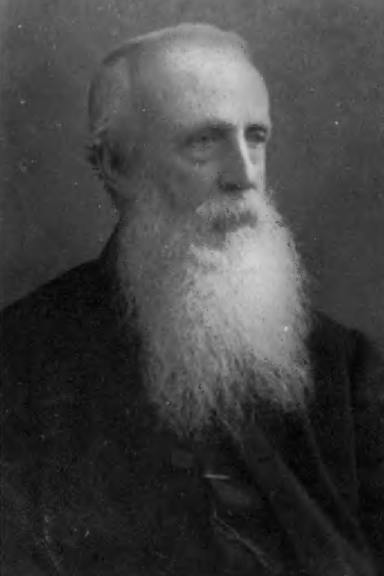
Octavius Pickard-Cambridge

Octavius Pickard-Cambridge (Bloxworth, Dorset, 3 november 1828 - 9 maart 1917) was een Engels geestelijke en zoöloog.

## Jeugd en opleiding
Pickard-Cambridge groeide op in een welgesteld gezin uit de Engelse upper middle class als de vijfde zoon van dominee George Pickard, de heer van Bloxworth. In 1848 werd bij erfopvolging de naam Cambridge toegevoegd aan de familienaam. Hij werd niet toegelaten tot de public school van Winchester en volgde tussen 1842 en 1848 lessen op de privéschool van de dominee en dichter William Barnes, waar hij ook viool leerde spelen van de violist Sidney Smith. Hierna studeerde hij studeerde theologie aan de Universiteit van Durham. In 1858 werd hij vicaris. In 1868 volgde hij zijn vader op in Bloxworth.

## Arachnoloog
Hoewel hij een theologische opleiding had ging zijn grootste belangstelling uit naar biologische onderwerpen. Zijn grootste liefde waren de spinnen waarover hij publiceerde maar hij schreef nog meer over vogels en vlinders. Zijn passie voor spinachtigen is mogelijk in 1854 ontstaan toen hij samen met de entomoloog Frederick Bond een bezoek bracht aan New Forest in Hampshire en kennismaakte met de geschriften van de arachnoloog John Blackwall. Tussen 1861 en 1864 assisteerde Pickard-Cambridge Blackwall bij zijn publicatie British and Irish Spiders.

## Publicaties
Tussen 1859 en zijn overlijden in 1917 publiceerde Pickard-Cambridge zelf veel werken over spinnen, waaronder zijn belangrijkste werk over spinachtigen in Biologia Centrali-Americanii tussen 1883 en 1902. Van zijn andere werken was The Spiders of Dorset misschien nog wel het meest bekend. Hij publiceerde ook verhandelingen in The Zoologist en de tijdschriften van de Linnean Society of London en de Zoological Society of London, ook verscheen werk van hem in de Proceedings of the Dorset Natural History and Antiquarian Field Club. Hij werd wereldwijd erkend als een autoriteit over spinnen. Hij beschreef een aantal nieuwe soorten waaronder de Chileense vogelspin en de zeer giftige Atrax robustus. Op 9 september 1887 werd hij gekozen tot lid van de Royal Society. Na zijn dood werd zijn collectie en bibliotheek nagelaten aan de Universiteit van Oxford.

## Persoonlijk leven en familie
Pickard-Cambridge trouwde in 1866 met Rose Wallace. Zij kregen zes zonen. Onder hen was de classicus en componist William Adair Pickard-Cambridge (1873-1952) en classicus Arthur Wallace Pickard-Cambridge (1879-1957), een van de grootste autoriteiten over Grieks theater in de eerste helft van de 20e eeuw. Zijn neef, Frederick Octavius Pickard-Cambridge, was ook een arachnoloog. Hij wordt vaak verward met zijn oom.
- Bibliothèque nationale de France: cb10644545b (data)
- Gemeinsame Normdatei: 1187778931
- International Standard Name Identifier: 0000 0000 6303 7987
- Library of Congress Control Number: no2009063137
- Nationale bibliotheek van Australië: 36588151
- Nederlandse Thesaurus van Auteursnamen: 161415997
- Système universitaire de documentation: 255090463
- Museum of New Zealand Te Papa Tongarewa: 42761
- Trove: 1307766
- Virtual International Authority File: 36909105
- WorldCat: E39PBJcWB4w3GDF66GMRFrFh73